# Ewa Bojar
Ewa Bożenna Bojar (ur. 16 maja 1949 w Lublinie) – polska ekonomistka specjalizująca się w polityce regionalnej i zarządzaniu, profesor nauk ekonomicznych, profesor zwyczajna Politechniki Lubelskiej, prorektor tej uczelni w kadencji 1999–2002.

## Życiorys
W 1971 ukończyła studia na Uniwersytecie Marii-Curie Skłodowskiej w Lublinie. Stopień doktora nauk ekonomicznych uzyskała w 1980 na Wydziale Ekonomicznym UMCS za pracę pt. Oddziaływanie instrumentów ekonomiczno-finansowych na racjonalność gospodarowania zapasami, na przykładzie wybranych przedsiębiorstw przemysłu maszynowego (promotor – Wacław Grzybowski). Stopień naukowy doktora habilitowanego uzyskała w 1992 w Instytucie Gospodarki Narodowej im. Gieorgija Plechanowa w Moskwie. Tytuł naukowy profesora nauk ekonomicznych otrzymała 30 czerwca 2003.
W latach 1971–1972 pracowała na stanowisku inspektora w Narodowym Banku Polskim. W 1972 została zatrudniona na Politechnice Lubelskiej. W latach 1993–1999 pełniła funkcję prodziekana ds. kształcenia Wydziału Zarządzania i Podstaw Techniki. W kadencji 1999–2002 była prorektorem ds. nauki Politechniki Lubelskiej. W 2000 została kierownikiem Katedry Ekonomii i Zarządzania Gospodarką. W kadencjach 2008–2012 i 2012–2016 sprawowała funkcję dziekana Wydziału Zarządzania PL.
Opublikowała ok. 190 prac. Została członkinią Lubelskiego Towarzystwa Naukowego (przewodnicząca komisji rewizyjnej) i Towarzystwa Naukowego Organizacji i Kierownictwa, w którym w kadencji 2013–2017 objęła przewodnictwo Głównej Rady Naukowej. Została ponadto prezesem oddziału TNOiK w Lublinie.
W 2005, za wybitne zasługi w pracy zawodowej, została odznaczona Krzyżem Kawalerskim Orderu Odrodzenia Polski. Otrzymała również m.in. Srebrny (1984) i Złoty (1998) Krzyż Zasługi oraz Medal Komisji Edukacji Narodowej (1986).